# Temporada 1972 del Campeonato de Europa de Rally
La temporada 1972 fue la edición 20º del Campeonato de Europa de Rally. Comenzó el 4 de febrero en el Arctic Rally y finalizó el 12 de noviembre en el Tour de Belgique. El certamen contaba con un calendario de veinticuatro pruebas. El ganador fue el italiano Raffaele Pinto.

## Calendario
| N.º | Fecha                          | Rally                                          |
| --- | ------------------------------ | ---------------------------------------------- |
| 1   | 4-6 de febrero                 | Arctic Rally                                   |
| 2   | 12-13 de febrero               | 20.º Rally Costa Brava                         |
| 3   | 6-7 de febrero                 | Critérium Neige et Glace                       |
| 4   | 9-11 de marzo                  | Rallye Lyon-Charbonnières - Stuttgart-Solitude |
| 5   | 15-18 de marzo                 | Rally DDR - Pneumant Rallye                    |
| 6   | 17-19 de marzo                 | 6.ºRally Firestone                             |
| 7   | 6-8 de abril                   | Rally dell'Isola d'Elba                        |
| 8   | 3-8 de junio                   | Scottish Rally                                 |
| 9   | 8-10 de junio                  | Rally Semperit                                 |
| 10  | 23-25 de junio                 | Rally Zlatni Piassatzi                         |
| 11  | 29 de junio - 2 de julio       | Rally Vltava                                   |
| 12  | 13-16 de julio                 | Rajd Polski                                    |
| 13  | 4-6 de agosto                  | Rally de Finlandia                             |
| 14  | 13-19 de agosto                | Olympia Rally                                  |
| 15  | 31 de agosto - 2 de septiembre | Rally San Martino di Castrozza                 |
| 16  | 14-24 de septiembre            | Tour de Francia Automovilístico                |
| 17  | 20-24 de septiembre            | Sachs Baltic Rally                             |
| 18  | 28-30 de septiembre            | Rally München-Wienna-Budapest                  |
| 19  | 12-14 de agosto                | YU Rally                                       |
| 20  | 10-15 de octubre               | Rali Internacional TAP                         |
| 21  | 13-15 de octubre               | Rallye der 1000 Minuten                        |
| 22  | 27-28 de octubre               | 20.º RACE Rally de España                      |
| 23  | 4-5 de noviembre               | Tour de Corse                                  |
| 24  | 10-12 de noviembre             | Tour de Belgique                               |

## Resultados

### Campeonato de pilotos
| Pos. | Piloto              | ART | COS | CNG | CSS | DDR | FIR | ISO | SCO | SEM | BUL | VLT | POL | FIN | OLY | SMC | FRA | BAL | MWB | YUR | POR | MIN | RAC | TOU | BEL | Puntos |
| 1.   | Raffaele Pinto      |     | 1   |     |     |     |     |     |     | 1   |     |     | 1   |     |     | 2   |     |     |     | 1   |     | 1   | Ret |     |     | 115    |
| 2.   | Sobiesław Zasada    |     |     |     |     | 1   |     |     |     | ?   | 1   |     | Ret |     |     |     |     | 2   | 1   | 2   | Ret |     | Ret |     |     | 90     |
| 3.   | Jean-Pierre Nicolas |     |     | 2   |     |     | 1   |     |     |     |     |     |     |     | 1   |     | Ret |     |     |     | Ret |     |     | 6   |     | 61     |
| 4.   | Jean-Claude Andruet |     |     |     | 1   |     |     |     |     |     |     |     |     |     |     |     | 1   |     |     |     |     |     |     | 1   |     | 60     |
| 5.   | Bernard Darniche    |     |     | 1   | 2   |     |     |     |     |     |     |     |     |     | Ret |     | Ret |     |     |     | 2   |     |     | 6   |     | 60     |
| 6.   | Achim Warmbold      |     | 2   |     |     |     |     | ?   |     | 2   |     |     |     |     | Ret |     |     |     |     |     | 1   |     |     |     |     | 50     |
| 7.   | Walter Röhrl        |     |     |     |     |     |     |     |     |     |     |     | 2   |     | Ret |     |     | 1   |     |     |     |     |     |     |     | 35     |
| 8.   | Sergio Barbasio     |     |     |     |     |     | 3   | 2   |     | 8   |     |     |     |     |     |     |     |     |     |     |     |     |     |     |     | 35     |
| 9.   | Luciano Trombotto   |     |     |     |     |     |     | 1   |     |     |     |     | Ret |     |     | 3   |     |     |     |     |     |     |     |     |     | 32     |
| 10.  | Salvador Cañellas   |     | 4   |     |     |     |     |     |     |     |     |     |     |     |     |     |     |     |     |     |     |     | 1   |     |     | 30     |